# Moscheea Selimiye din Konya
Moscheea Selimiye este o moschee din orașul Konya, din Turcia. Aceasta este una dintre cele mai cunoscute moschei din oraș și este o importantă atracție turistică.

## Istorie și arhitectură
Moscheea se află în cartierul Karatay din Konya, învecinându-se la vest cu Moscheea Aziziye și la est cu Mausoleul Mevlana. Construcția ei a început în anul 1558, când Selim era încă prinț, și a fost finalizată în anul 1570, după ce a devenit sultan. Se crede că ar fi fost construită de către celebrul arhitect Mimar Sinan. Ea a suferit numeroase reparații și restaurări în anii 1685, 1819 și 1914.
Moscheea Selimiye a fost construită luând ca model Hagia Sofia și Moscheea Fatih din Istanbul. Ea are două minarete și un dom. Domul este susținut de șapte cupole mici, iar interiorul este bogat, mihrabul și mibarul fiind decorate cu marmură albă.